# Angstremstadion
Het Angstremstadion is een multifunctioneel stadion in Zelenograd, een stad in Rusland. 
Het stadion wordt vooral gebruikt voor voetbalwedstrijden, de voetbalclub FC Zelenograd maakt gebruik van dit stadion. In het stadion is plaats voor 1.580 toeschouwers. Het stadion werd geopend in 2007. Het stadion is vernoemd naar het bedrijf Angstrem.